# Simeón Saiz Ruiz
Simeón Sáiz Ruiz (Cuenca, 21 de mayo de 1956) es un artista español dedicado a la pintura.

## Biografía
Nacido en Cuenca en 1956, a los 16 años conoció a Fernando Zóbel, quien fue su maestro de dibujo y pintura. A los 20 años expuso por primera vez de forma individual, en la Galería Edurne de Madrid. Dos años después se traslada a Estados Unidos, donde vivió en Boston y Nueva York. En 1986 regresó a España y empezó a trabajar como profesor de pintura en la facultad de Bellas Artes de Cuenca, de la Universidad de Castilla-La Mancha. Al mismo tiempo comenzó a estudiar filosofía en la Universidad Complutense de Madrid, obteniendo la licenciatura en 1995 y posteriormente el título de Doctor gracias a una tesis sobre Jacques Derrida.

## Obra
Su trabajo se centra en la pintura aunque también ha realizado obras en fotografía y vídeo. En los años setenta realizó monócromos y pintura de materia y gesto. En los ochenta se abrió a la figuración, con colores planos, trazo grueso e inserción de fotografías manipuladas. Posteriormente llevó a cabo una pintura de análisis, con la muerte como icono, en la que reflexionó sobre la necesidad del conocimiento de la historia como medio para generar un juicio crítico del presente. En los años noventa emprendió diversos proyectos en los que reflexionó sobre la imagen como elemento manipulable e inválido como vía de conocimiento. En 1990 expuso en la Galería Fúcares de Madrid el proyecto Masculino/Femenino, que incluía fotografías, objetos, esculturas y vídeos, y en 1996 la exposición J’est un je, en la que presentó en gran formato imágenes de la Guerra de los Balcanes.